# كريس داير
كريس داير هو فنان معاصر ‏ كندي، ولد في 3 مارس 1979 في أوتاوا في كندا.
1. 1 2 3   https://positivecreations.ca/about/bio/. {{استشهاد ويب}}: |url= بحاجة لعنوان (مساعدة) والوسيط |title= غير موجود أو فارغ (من ويكي بيانات) (مساعدة)
2. ↑  مايكروسوفت بينغ، QID:Q182496